# فريدريك روبرت كرومويل
فريدريك روبرت كرومويل هو سياسي كندي، ولد في 13 مايو 1872 في كيبك في كندا، وتوفي في 16 أكتوبر 1950. نشط حزبياً في حزب كندا المحافظ. وقد انتخب عمدة وانتخب عضو مجلس العموم الكندي.